# Collatz Conjecture
Collatz Conjecture is een distributed computing-project dat probeert het Vermoeden van Collatz te bewijzen of weerleggen.
Collatz Conjecture is een onderzoeksproject dat met internet verbonden computers gebruikt om onderzoek te doen in de wiskunde. Om preciezer te zijn: het test of het vermoeden van Collatz, ook wel 3x+1 of HOTPO (half or triple plus one) genoemd, waar is. Men kan deelnemen door BOINC te downloaden en te installeren en zich aan te melden voor dit project.
Het project is gevestigd in Wood Dale, Illinois, in de Verenigde Staten. Het borduurt voort op het eerdere BOINC-project 3x+1@home, dat eindigde in 2008. Het draait op een processor of een grafische kaart van nVidia of ATI.